# Liste der Staatsoberhäupter von Belarus
Dies ist die Liste der Staatsoberhäupter der Republik Belarus. Seit 1994 wird Belarus von einem Präsidenten geführt.

## Republik Belarus(seit 1991)

### Vorsitzender desObersten Rats
| # | Bild | Name (Lebensdaten)                              | Amtsantritt     | Amtsaustritt    | Partei            |
| - | ---- | ----------------------------------------------- | --------------- | --------------- | ----------------- |
| 1 |      | Stanislau Schuschkewitsch (1934–2022)           | Dezember 1991   | 26. Januar 1994 | parteilos         |
| – |      | Wjatschaslau Kusnjazou (kommissarisch) (* 1947) | 26. Januar 1994 | 28. Januar 1994 | parteilos         |
| 2 |      | Metschyslau Hryb (* 1938)                       | 28. Januar 1994 | 20. Juli 1994   | Narodnaja hramada |

### Präsident
| # | Bild | Name (Lebensdaten)              | Amtsantritt   | Amtsaustritt | Partei    |
| - | ---- | ------------------------------- | ------------- | ------------ | --------- |
| 1 |      | Aljaksandr Lukaschenka (* 1954) | 20. Juli 1994 | amtierend    | parteilos |